# Жовтневый сельский совет (Токмакский район)
Жовтневый сельский совет (укр. Жовтнева сільська рада) — входит в состав
Токмакского района
Запорожской области
Украины.
Административный центр сельского совета находится в 
с. Покровское.

## История
- 1958 — дата образования.

## Населённые пункты совета
- с. Покровское
- с. Заможное
- с. Кутузовка
- с. Садовое
- с. Червоногорка
- с. Шевченково